# Bythotiara capensis
Bythotiara capensis är en nässeldjursart som beskrevs av Pagès, Bouillon och Gili 1991. Bythotiara capensis ingår i släktet Bythotiara och familjen Bythotiaridae. Inga underarter finns listade i Catalogue of Life.